# Kasambi, Byadgi
Kasambi là một làng thuộc tehsil Byadgi, huyện Haveri, bang Karnataka, Ấn Độ.